# Tomas A. Hammar
Tomas Albert Hammar, född 28 januari 1938, död 17 oktober 2022, Saltsjöbaden, var en svensk bankman.

## Biografi
Tomas A. Hammar, som var son till Albert och Birgitta Hammar, född Lovén, tog jur. kand.-examen vid Uppsala universitet och påbörjade sedan sin karriär på SEB (1967-1974). Därefter var han bankkamrer på Sundsvallsbanken (1974-1976), utlandschef i Sparbankernas Bank (1976-1986), chef för Swedbanks nyetablerade New Yorkkontor (1986-1989), VD för Sveabanken (1990-1991), VD för Handelskammaren i New York (1993-1994). Därefter var han konsult och rådgivare till Blackrock (1995-2007), Deutsche Bank samt Erik Penser Bank. 
Hammar var även grundare av, samt ordförande för, Hammarska Släktföreningen (1995-2022), konsul för El Salvador (2001-2021), ordförande och grundare av SWECA (Swedish Central American Chamber of Commerce), ordförande för vänföreningen Musik på Slottet samt ordförande för The International Bank and Finance Association in Sweden (2003-2006).

### Familj

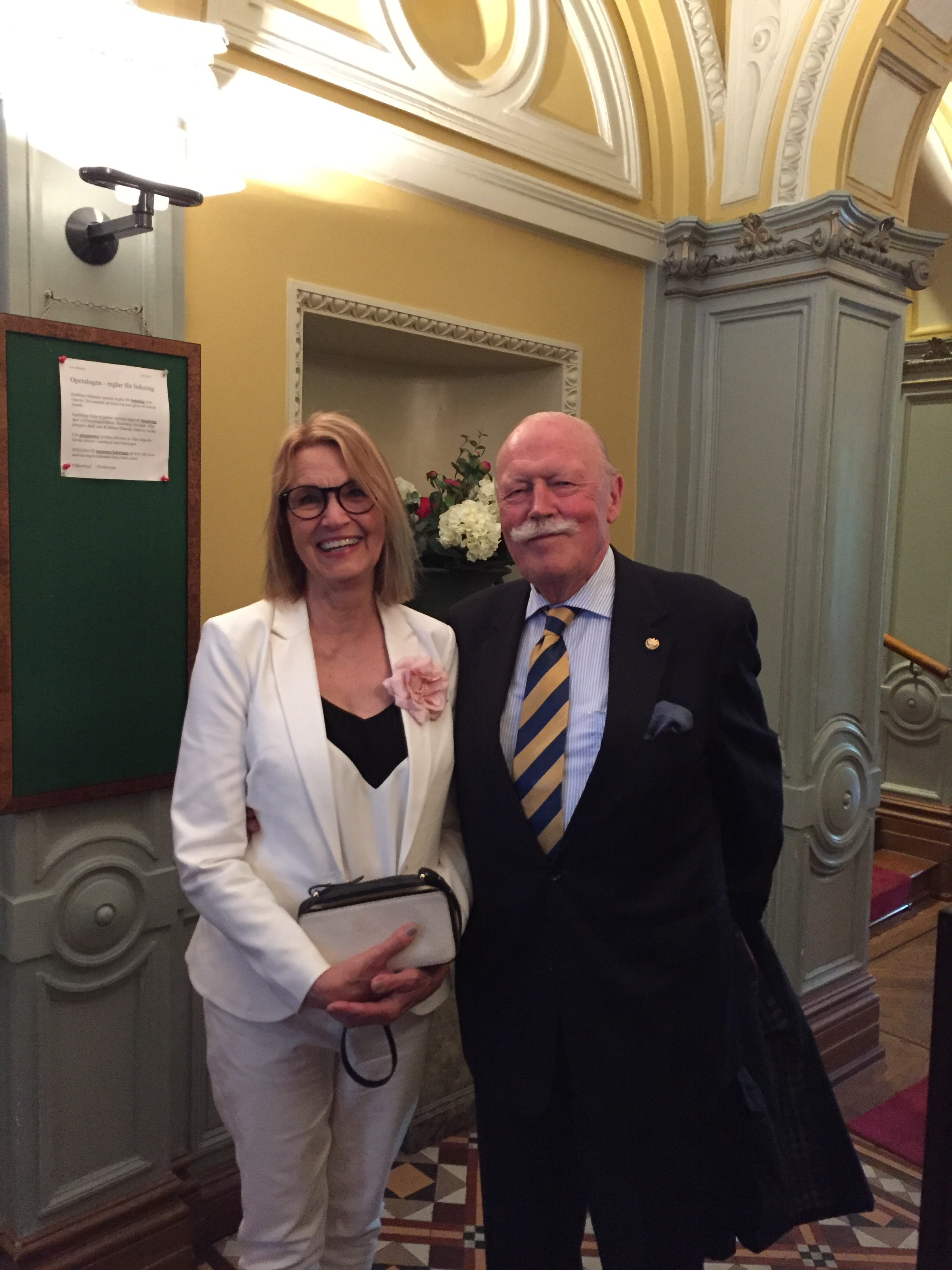
Elisabeth och Tomas Hammar, Stockholm 2017.

Tomas A. Hammar var gift med Elisabeth Hammar, född Möller. Tillsammans fick de sju barn.